# Эль-Маликия (район)
Эль-Маликия (араб. المالكية‎) или Дерик Эмко (курд. Dĕrika Hemko) — район (минтака) в составе мухафазы Эль-Хасака, Сирия. Административным центром является город Эль-Маликия.

## География
Район находится на северо-востоке Сирии. На востоке и юге граничит с Ираком, на западе с районом Эль-Камышлы, а на севере с Турцией.

## Административное деление
Район разделён на 3 нахии.
| Нахия        | Административный центр | Население (2004 г.), чел. | Карта |
| ------------ | ---------------------- | ------------------------- | ----- |
| Эль-Маликия  | Эль-Маликия            | 112 000                   |       |
| Эль-Джавадия | Эль-Джавадия           | 40 535                    |       |
| Эль-Ярубия   | Эль-Ярубия             | 39 459                    |       |